# Хейвуд, Арамис
Арамис Хейвуд (исп. Aramis Haywood; род. 3 апреля 1985, Панама, Панама) — панамский футболист, полузащитник, клуба «Альянса» и сборную Панамы.

## Клубная карьера
Хейвуд начал профессиональную карьеру, выступая за клубы «Чоррильо» и «Рио-Абахо». В 2010 году он перешёл в «Атлетико Верагуэнсе».
31 января 2010 года в матче против «Чепо» Арамис дебютировал за новую команду в чемпионате Панамы. В этом же поединке он забил свой первый гол за «Атлетико Верагуэнсе». Летом того же года Хейвуд перешёл в «Пласа Амадор». 29 августа в матче против «Спортинг Сан-Мигелито» он дебютировал за новый клуб.
18 сентября в поединке против своего бывшего клуба «Чоррильо» Хейвуд забил свой первый гол за «Пласа Амадор».
Летом 2012 года Арамис перешёл в «Спортинг Сан-Мигелито». 22 июля в матче против своей бывшей команды «Пласа Амадор» он дебютировал за новый клуб.
29 сентября в поединке против «Сан-Франсиско» Хейвуд забил свой первый гол за «Спортинг».
В 2013 году он помог клубу выиграть чемпионат. В начале 2016 года Арамис вернулся в «Пласа Амадор».
Летом 2017 года Хейвуд перешёл в столичный «Альянса». 17 сентября в матче против своего бывшего клуба «Спортинга» он дебютировал за новую команду.

## Международная карьера
27 октября 2010 года в товарищеском матче против сборной Кубы Хейвуд дебютировал за сборную Панамы.
17 ноября в поединке против сборной Гондураса он забил свой первый гол за национальную команду.
В 2011 году Арамис стал бронзовым призёром Золотого кубка КОНКАКАФ. На турнире он был запасным и на поле не вышел. В том же году Хейвуд принял участие в Центральноамериканского кубка. На турнире он сыграл против сборной Сальвадора.

### Голы за сборную Панамы
| #   | Дата           | Место                             | Противник | Счёт | Результат | Соревнование      |
| --- | -------------- | --------------------------------- | --------- | ---- | --------- | ----------------- |
| 01. | 17 ноября 2011 | Роммель Фернандес, Панама, Панама | Гондурас  | 2:0  | 2:0       | Товарищеский матч |

## Достижения
Командные
 «Спортинг Сан-Мигелито»
- Чемпионат Панамы по футболу — Клаусура 2013

Международные
 Панама
- Золотой кубок КОНКАКАФ — 2011
- Центральноамериканский кубок — 2011